# Herbern (Ascheberg)
Herbern ist ein Ort in Ascheberg, Kreis Coesfeld, Nordrhein-Westfalen. Seit der kommunalen Neugliederung 1975 (§ 14 Münster/Hamm-Gesetz) ist die ehemals selbstständige Gemeinde Teil von Ascheberg. Die Einwohnerzahl betrug am 31. Dezember 2021 5268.

## Geschichte
Die erste urkundliche Erwähnung erfolgte 889 in einem Dokument des Klosters Werden. Der Ort ist an der alten Handelsstraße Münster – Dortmund – Köln, der heutigen Bundesstraße 54, gelegen.
Um das Jahr 1600 hatte Herbern mehr als 2000 Einwohner. Die Bevölkerung litt unter den Begleitumständen des Dreißigjährigen Krieges und einer Pestepidemie im Jahr 1635. Ihre Anzahl wurde auf 300 fast dezimiert.
David von Schlebrügge war bis 1816 Bürgermeister von Herbern. Anschließend wurde er zum Landrat des neuen Kreises Lüdinghausen bestimmt. 1820 stieg die Einwohnerzahl auf
etwa 2000 Personen.
Am 19. Januar 1835 wurde in Herbern der – damals – letzte Wolf in Westfalen vom Gastwirt Josef Hennemann in der Nähe des Gehöfts Lümke erlegt. Der Balg des Wolfs ist im Naturkundemuseum Münster ausgestellt.
Zu Zeiten der Judenverfolgung in der NS-Zeit wurde die Jüdin Marga Spiegel mit ihrer Tochter Karin auf dem Hof Aschoff von Heinrich Aschoff in Herbern versteckt und somit vor der drohenden Deportation in ein Zwangslager bewahrt.  Dort konnten sie zwei Jahre unter falschem Namen leben und sich bis zum Ende des Krieges in Sicherheit bringen. Sie schrieb über diese Geschehnisse ein Buch „Retter in der Nacht. Wie eine jüdische Familie in einem münsterländischen Versteck überlebte.“, welches im Jahre 2009 unter dem Titel Unter Bauern – Retter in der Nacht mit Veronica Ferres in der Hauptrolle verfilmt wurde.
Bis 1974 stieg die Einwohnerzahl auf rund 4700 an. Am 1. Januar 1975 wurde Herbern in die Gemeinde Ascheberg eingegliedert.

## Sehenswürdigkeiten

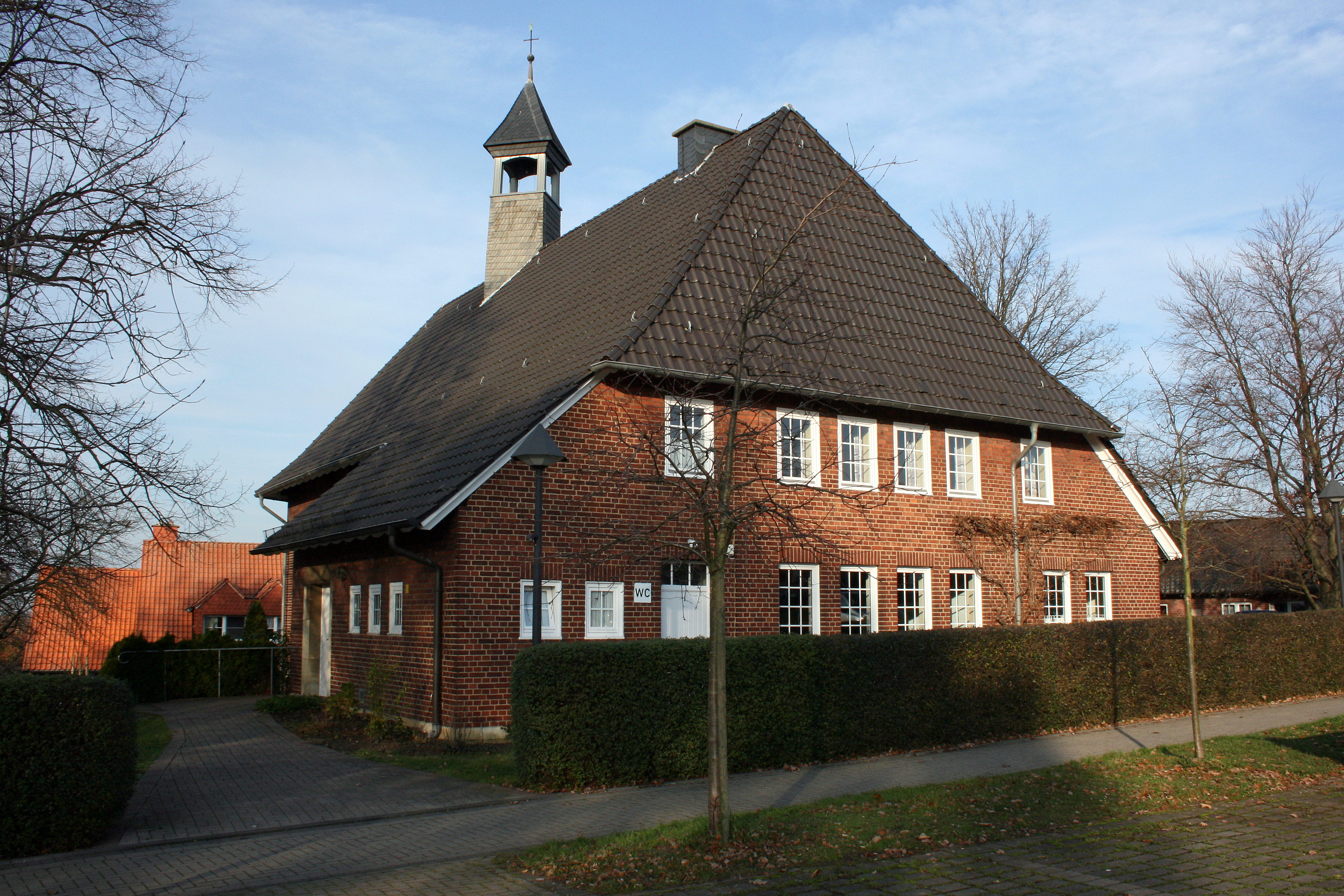
Auferstehungskirche in Herbern im November 2010

- Pfarrkirche St. Benedikt: In Herbern befindet sich die dreischiffige nachgotische katholische Pfarrkirche St. Benedikt, die 1666 an Stelle des bereits seit 1188 bestehenden Baus errichtet wurde. Der Turm hingegen fußt noch auf dem Originalbau und wurde erst 1708 vollendet. Im 19. Jahrhundert wurde St. Benedikt nochmals im neuromanischen Stil umgebaut. Seit 2006 befindet sich im Kirchenfoyer eine Stempelstelle des westfälischen Jakobswegs. Der baltisch-westfälische Jakobsweg wurde am 7. April 2008 am Schloss Westerwinkel eröffnet.
- In Herbern wurde im Jahr 1952 die Auferstehungskirche gebaut, die von der Evangelischen Kirchengemeinde in Herbern genutzt wird. Die Gemeinde ist als dritter Bezirk der Evangelischen Kirchengemeinde Werne angegliedert.[6]
- Schloss Westerwinkel mit einem englischen Landschaftspark
- Haus Itlingen

## Wirtschaft
- Raguse GmbH, Hersteller medizinischer Spezialverbände und Wundverschlüsse, zirka 50 von 500 Angestellten in Herbern, Tochterfirma in Rumänien[7]

## Verkehr
Herbern liegt an der B 54 und nahe der A 1, die nächste Autobahnabfahrt ist Hamm-Bockum/Werne. Ascheberg wird von einer Regionalbahn-Linie RB 50 – Der Lüner bedient.

## Persönlichkeiten

### Söhne des Ortes
- Karl-Heinz Thiemann (* 1933), Opernsänger
- Melchior Westhues (* 6. März 1896; † 10. November 1971 in München), Tierarzt, Hochschullehrer, früherer Rektor der Ludwig-Maximilians-Universität München
- Hermann Wette (* 16. Mai 1857; † 10. August 1919 in Wiesloch), Arzt und Schriftsteller

### Mit Herbern verbunden
- Johannes Bauermann (* 24. Juni 1900 in Görlitz; † 11. März 1987 in Herbern), langjähriger Leiter des Staatsarchivs Münster, Honorarprofessor für Historische Hilfswissenschaften an der Universität Münster sowie Vorsitzender der Historischen Kommission für Westfalen
- Hansi Küpper (* 20. Februar 1961 in Essen), deutscher Fußballkommentator, ehemaliger Fußballer des SV Herbern
- Fritz Ligges (* 29. Juli 1938 in Asseln; † 21. Mai 1996 in Herbern), Vielseitigkeits- und Springreiter
- Jutta Richter (* 30. September 1955 in Burgsteinfurt), Autorin von Kinder- und Jugendliteratur, lebt in Herbern
- Julius Schwieters, Heimatforscher und Autor, 1886 Kaplan in Herbern[8]
- Oliver Uschmann (* 30. Mai 1977 in Wesel), Schriftsteller und Journalist